# Grand Rapids (Minnesota)
Grand Rapids település az Amerikai Egyesült Államok Minnesota államában, Itasca megyében, melynek megyeszékhelye is. Lakosainak száma 11 126 fő (2020. április 1.).

## Népesség
A település népességének változása:
| Lakosok száma | 10 869 | 11 214 | 11 126 |
|               | 2010   | 2019   | 2020   |